# Houd de sanseferia hoog
Houd de sanseferia hoog (Engels: Keep the Aspidistra Flying) is een boek van de Engelse schrijver George Orwell uit 1936. Het hoofdpersonage Gordon Comstock is een 29-jarige copywriter die zich niet goed voelt in de wereld van het geld. Hij rebelleert zo hard tegen de burgerlijke maatschappij dat hij uiteindelijk in de goot terechtkomt.
Comstock kwam uit de weinig bemiddelde middenklasse. Zijn kleinburgerlijke familie hield de schijn van voornaamheid op en had veel offers moeten brengen om zijn studie te betalen. Zijn leraren vonden hem een opstandige lastpost die weinig kans had om het te maken in het leven. Op school dweepte Comstock met revolutionaire, communistische opvattingen. Hij keerde zich tegen Kerk, Britse Rijk, patriottisme, leger, elitaire kostscholen en kapitalisme. Hij was als de dood om te moeten werken. Als volwassene was zijn haat tegen de maatschappij alleen maar toegenomen. Geld was een religie, geld, altijd weer geld. Zakendoen was zwendel; reclame de smerigste zwendel. Iedereen met een inkomen boven de 500 pond was zijn vijand. De aspidistra werd het symbool van de burgerlijke maatschappij. Comstock geloofde niet meer in het socialisme dat zou leiden tot een centraal gestuurde maatschappij zoals in het boek Brave New World van Aldous Huxley. Hij geloofde nergens meer in. Het leven was zinloos en ondraaglijk. We waren allemaal dode mensen in een dode wereld. De oorlog was op komst; de beschaving was stervende.
Het levensdoel van Comstock was ontsnappen uit de geldwereld. Daarom verliet hij het reclamebureau New Albion en nam een bescheiden baantje aan in een tweedehands boekwinkel. Hij wilde schrijver worden, leven van zijn gedichten. Zijn dichtbundel Muizen, waarvan er 153 exemplaren verkocht waren, stond nu bij de onverkoopbare boeken. Londense geneugten was een ambitieus project, maar hij had nog geen 500 regels geproduceerd. Comstock wist dat hij er niets van kon, dat zijn gedichten niet deugden. Toen hij door openbare dronkenschap zijn baan in de boekwinkel verloor, was de mislukking totaal. Hij voelde zich niets waard, trok zich terug in een achterbuurt en sneed alle banden door. Hij was mager en bleek, verzorgde zich niet meer en takelde af.
Comstock wilde in de goot terechtkomen. Zijn toekomst lag op straat tussen de verschoppelingen, zwervers, bedelaars, misdadigers en prostituees. Daar zou hij rust vinden en gelukkig zijn, daar moesten zijn verlangens en ongenoegens kalmeren. Hij wilde vrij zijn en onttrok zich aan elke binding, dwang of verplichting. Hij weigerde contact met familie en vrienden, deed geen inspanning, had geen ambitie, zocht geen baan en zeker geen ‘goeie’ baan. Hij vermeed angst en hoop, kende geen eer, zelfrespect of schaamte. Hij verwierp fatsoen, beschaving en ontwikkeling.

## Uitgaven
- The Complete Works of George Orwell, Engelse originele uitgaven
- George Orwell: Houd de sanseferia hoog, Nederlandse vertaling van Else Hoog, ISBN 9029004061